# نعيمة الأيوبي
نعيمة الأيوبي هي أول محامية مصرية والعالم العربي، وهي واحدة من أول خمس فتيات التحقن بالجامعة المصرية، جامعة فؤاد الأول (جامعة القاهرة حالياً) عام 1929. نعيمة الأيوبي أول طالبة مصرية نجحت في امتحان ليسانس كلية الحقوق منذ إنشاء مدرسة الحقوق، وفي يوم الجمعة 16 يونيو عام 1933 تصدرت صورة نعيمة الصفحة الأولى في كل من جريدة الأهرام وجريدة العروسة التي كانت تصدر حين ذاك.

صورة تذكارية لنعيمة الأيوبي (اسفل اليمين) تجمع أول دفعة من خريجات الجامعة المصرية جامعة فؤاد الأول (جامعة القاهرة) يرجع تاريخها عقب التحاقهن الجامعة عام 1929"مقال نعيمة الأيوبي في مجلة «الاثنين والدنيا» عام 1945"

## قصة التحاقها بالجامعة
في مقال نُشر 13 مارس عام 1945 بمجلة «الاثنين والدنيا»، تحدثت نعيمة عن تجربتها في الجامعة وتحدثت عن قصة التحاقها بالجامعة على يد طه حسين:
| نعيمة الأيوبي | رأينا أن نلجأ إلى أستاذنا الدكتور طه حسين..ووعدنا طه حسين بالمساعدة وعلى تحقيق حلمنا في الالتحاق بالجامعة شريطة أن نلتزم الصمت حتى لا تنتبه الصحف إلى رغبتنا فيتدخل الرأى العام ويفسد مساعيه! وبالفعل لم تعرف الصحافة بالأمر إلا بعد صدور قرار الموافقة على التحاقنا بالجامعة لكن ظلت نصيحة طه حسين قائمة . | نعيمة الأيوبي |

## روابط خارجية
- ملفات الأهرام: نعيمة الأيوبي

## انظر ايضا
- إنصاف البرعي
- لطفية النادي